# Carlos Lacoste
Carlos Alberto Lacoste, argentinski admiral, * 2. februar 1929, Buenos Aires, † 24. junij 2004, Buenos Aires.
Lacoste je bil predsednik Argentine (1981). 